# Shu-bi-dua 15
Shu-bi-dua 15 er navnet på Shu-bi-duas femtende album, som udkom i 1995. Albummet blev på ny genudgivet i remasteret version på CD og som download i 2010 under navnet "Deluxe udgave".

## Spor
| #   | Titel                                          | Længde |
| --- | ---------------------------------------------- | ------ |
| 1.  | "En glad idiot"                                | 3:16   |
| 2.  | "Hot or not"                                   | 3:44   |
| 3.  | "Sikke noget lort"                             | 3:47   |
| 4.  | "Mig og dig"                                   | 3:58   |
| 5.  | "Parliamo italiano"                            | 3:50   |
| 6.  | "Globetrotter"                                 | 3:58   |
| 7.  | "Små duppeditter der smager af salt"           | 3:22   |
| 8.  | "Børn er okay"                                 | 1:10   |
| 9.  | "Kunsten at lave en delle (og få en)"          | 2:27   |
| 10. | "Det er dejligt vejr"                          | 4:06   |
| 11. | "Den blå vogn"                                 | 3:10   |
| 12. | "Fætter P.E.T."                                | 3:07   |
| 13. | "Ikke noget sted at bo"                        | 4:10   |
| 14. | "Åh buggi vuggi vuggi"                         | 3:07   |
| 15. | "En rumcigar"                                  | 1:23   |
| 16. | "Sexual Harassman" (bonus)                     | 3:43   |
| 17. | "Shu-bi-dua Goes Flat (Radio Version)" (bonus) | 3:26   |

Spor 16 og 17 er bonusnumre, som kun findes på de remastered cd- og downloadudgaver fra 2010. "Sexual harassman" er en engelsksproget reggae-udgave af sangen "Sexchikane" og tidligere udgivet på Shu-bi-læum. "Shu-bi-dua goes flat" er et remix af sangen "Står på en alpetop" og tidligere udgivet på EP'en Shu-bi-dua Goes Flat.
Alle titler og sporlængder er taget fra 2010-downloadudgaverne.